# Transito di Mercurio dalla Terra
| Transiti di Mercurio dalla Terra | Transiti di Mercurio dalla Terra |
| -------------------------------- | -------------------------------- |
| 14 novembre 1907                 |                                  |
| 7 novembre 1914                  |                                  |
| 8 maggio 1924                    |                                  |
| 10 novembre 1927                 |                                  |
| 11 maggio 1937                   |                                  |
| 11 novembre 1940                 |                                  |
| 14 novembre 1953                 |                                  |
| 6 maggio 1957                    |                                  |
| 7 novembre 1960                  |                                  |
| 9 maggio 1970                    |                                  |
| 10 novembre 1973                 |                                  |
| 13 novembre 1986                 |                                  |
| 6 novembre 1993                  |                                  |
| 15 novembre 1999                 |                                  |
| 7 maggio 2003                    |                                  |
| 8 novembre 2006                  |                                  |
| 9 maggio 2016                    |                                  |
| 11 novembre 2019                 | [ 1 ]                            |
| 13 novembre 2032                 |                                  |
| 7 novembre 2039                  |                                  |
| 7 maggio 2049                    |                                  |
| 9 novembre 2052                  |                                  |
| 10 maggio 2062                   |                                  |
| 11 novembre 2065                 |                                  |
| 14 novembre 2078                 |                                  |
| 7 novembre 2085                  |                                  |
| 8 maggio 2095                    |                                  |
| 10 novembre 2098                 |                                  |
| 12 novembre 2099                 |                                  |

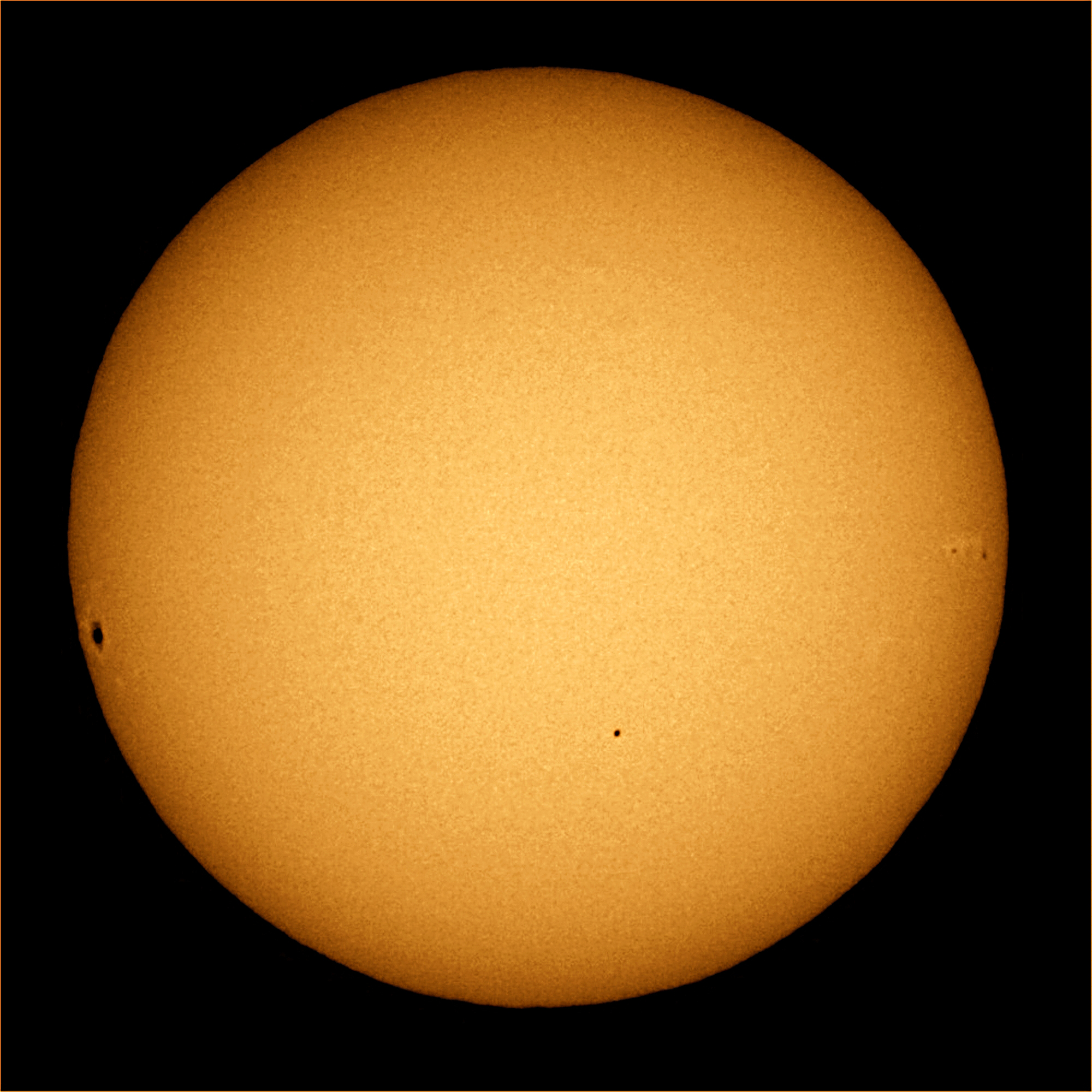
Il transito di Mercurio dell'8 novembre 2006; Mercurio è il piccolo disco nero nella parte centrale, appena in basso, del disco solare. Sul bordo sinistro la macchia solare n.921, molto più grande del pianeta.

Un transito di Mercurio viene osservato dalla Terra ogni qualvolta Mercurio si interpone fra il nostro pianeta e il Sole, oscurandone una piccola parte del disco; durante un simile evento, un osservatore potrebbe osservare Mercurio come un disco nero che attraversa il disco solare.
Il transito di Mercurio avviene molto più frequentemente rispetto al transito di Venere, con circa 13 o 14 eventi per secolo, anche perché Mercurio è più vicino al Sole e orbita con maggiore velocità.
I transiti possono avvenire in maggio o novembre e mentre questi ultimi hanno periodi di 7, 13 o 33 anni, quelli di maggio avvengono solo ad intervalli di 13 o 33 anni. Gli ultimi cinque transiti sono avvenuti nel 1999, 2003, 2006, 2016 e 2019; per il prossimo si dovrà attendere il novembre 2032 (vedi tabella).
Durante un transito di maggio, Mercurio è vicino all'afelio e ha un diametro angolare di circa 12″, mentre durante un transito di novembre il pianeta è vicino al perielio e ha un diametro angolare di circa 10″.
In alcuni transiti il pianeta sfiora soltanto il disco solare, e in queste occasioni è possibile osservarlo da alcune zone della Terra, mentre in altre si manifesta solo come transito parziale. Un tale transito è avvenuto il 15 novembre 1999, il precedente avvenne il 28 ottobre 743 e il prossimo accadrà l'11 maggio 2391.
In altre occasioni, in alcune zone della Terra è visibile come transito parziale, mentre in altre non avviene il transito. L'ultimo di tali fenomeni è accaduto l'11 maggio 1937, il precedente fu il 21 ottobre 1342 e il prossimo accadrà il 13 maggio 2608.
La prima osservazione di un transito avvenne il 7 novembre 1631 da Pierre Gassendi, che non riuscì ad osservare il transito di Venere appena un mese prima a causa di tavole astronomiche poco accurate che non gli permisero di capire che l'evento non sarebbe stato visibile da gran parte dell'Europa, inclusa Parigi.

## Transiti simultanei
Il transito simultaneo di Mercurio e di Venere è un evento estremamente raro: avverrà negli anni 69163 e 224508.
Anche un'eclissi solare contemporanea ad un transito di Mercurio è altrettanto rara. Un tale evento accadrà il 5 luglio 6757 e sarà visibile nel Pacifico meridionale, tra la Nuova Zelanda e mare al largo della Terra del Fuoco.